# 小口平背䲁
小口平背䲁（學名：Stathmonotus tekla），為條鰭魚綱䲁形目煙管䲁科平背䲁屬的一個種，分布於西大西洋美國佛羅里達州至哥倫比亞、巴哈馬、大安地列斯群島海域，深度可達10公尺，本魚細長，頭短而鈍，嘴大而斜，前鰓蓋骨的後緣被皮膚覆蓋，鼻孔、眼上、頸背有觸鬚，全身長滿鱗片，無側線，背鰭軟條42枚、臀鰭硬棘2枚、臀鰭軟條21-26枚，體色變化很大，從棕色至灰綠色，有時呈綠色的個體，頭部和身體上有較淺的斑點，體長可達2.5公分，棲息在礁石區，以浮游動物為食，雌魚產附著性卵，雄魚會守護卵，生活習性不明。